# Prick (álbum)
Prick es un álbum de estudio de Melvins, que fue lanzado en 1994 por Amphetamine Reptile Records. Debido a los conflictos que tuvo la disquera para publicar el disco con el nombre de "Melvins", finalmente fue lanzado con el nombre de la banda con escritura en espejo. El álbum fue grabado como una forma de financiar las sesiones de Stoner Witch y muestra una calidad claramente experimental. La banda quería llamar el álbum Kurt Kobain, pero lo cambiaron después de la muerte de Cobain.

## Lista de canciones
Todas las canciones compuestas por Melvins.
| N.º | Título                 | Duración |  |
| 1.  | «How About»            | 4:15     |  |
| 2.  | «Rickets»              | 1:20     |  |
| 3.  | «Pick It n' Flick It»  | 1:39     |  |
| 4.  | «Montreal»             | 4:09     |  |
| 5.  | «Chief Ten Beers»      | 6:28     |  |
| 6.  | «Underground»          | 2:19     |  |
| 7.  | «Chalk People»         | 1:16     |  |
| 8.  | «Punch the Lion»       | 3:14     |  |
| 9.  | «Pure Digital Silence» | 1:32     |  |
| 10. | «Larry»                | 2:59     |  |
| 11. | «Roll Another One»     | 14:20    |  |

## Personal
- Melvins - Productor
  - Mark Deutrom - bajo
  - Dale Crover - batería
  - King Buzzo - voz, Guitarra
- Konstantin Johannes - ingeniero[3]